# Salman Reisen

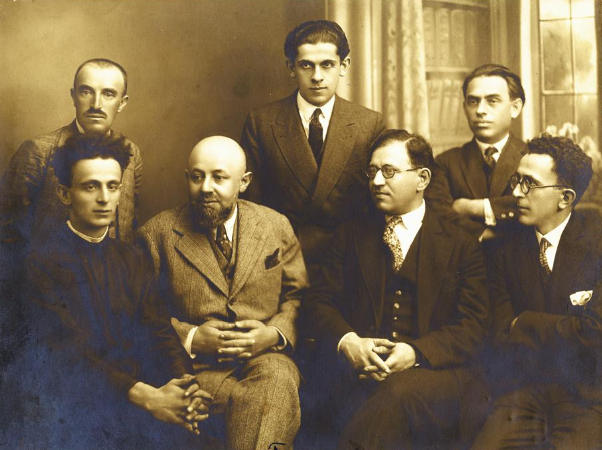
Salman Reisen (dritter von rechts, 1928)

Salman Reisen (auch: Salmen Reisen, Zalman Reisen; geboren 6. Oktober 1887 in Koidanowo, Gouvernement Minsk, Russisches Kaiserreich; verschollen 1941) war jiddischer Schriftsteller und Publizist, Biograph und Übersetzer.

## Leben
Reisen erhielt die traditionelle Ausbildung eines jüdischen Knaben, im Anschluss besuchte er die Mittelschule und widmete sich dann literarischen Studien. 1914 wurde er Mitarbeiter beim Warschauer Frajnd und war von 1916 bis 1918 Redakteur der Letzte Najeß in Wilna. 1919 wurde er Redakteur des von Samuel Niger gegründeten Wilner Tog, den er nach dessen Abreise nach Amerika als Chefredakteur übernahm und als unabhängige Zeitschrift, in der auf hohem Niveau gesellschaftlich-kulturelle Fragen des Judentums besprochen wurden, zur Blüte brachte.
Reisen widmete sich seither besonders der jiddischen Sprachwissenschaft (Grammatik, Orthographiereform, auch Pädagogischem) und Literaturgeschichte. Er schrieb für eine große Zahl jiddischer Blätter, war Vorsitzender des jüdischen Literaten- und Journalistenvereins sowie des jüdischen PEN-Klubs in Wilna und wirkte als Verlagsgründer und Betreuer seiner in Zusammenarbeit mit Niger herausgegebenen Nachschlagewerke. Gemeinsam mit Max Weinreich amtete er sodann eine Zeitlang als Direktor des Jüdischen wissenschaftlichen Instituts (YIVO) in Wilna und war Mitredakteur von dessen Jüdischen Philologie und Philologischen Schriften, in denen er selbst auch mehrere sprachwissenschaftliche Werke veröffentlichte.
Seit Ende der 1920er Jahre unternahm er mehrere Vortragsreisen nach Russland und Amerika, während derer er sich für die jiddische Literatur engagierte und dem YIVO Freunde und Förderer warb. Nach der sowjetischen Okkupation Litauens wurde er 1941 in Wilna verhaftet und ist seitdem verschollen.
Salman Reisen war der Bruder von Abraham und Sara Reisen.

## Schriften (Auswahl)
- Di mutersproch (Bearbeitung, 1908)
- Jiddische Elementargrammatik. 1908 ff.
- Lekßikon fun der jidischer literatur un preße [Lexikon der jiddischen Literatur und Presse] (Warschau 1914; 2. Auflage in fünf Bänden, Wilna 1926–1930)
- Doß lebn fun Mendele Mojcher Sforim (Biographie), Wilna 1918 (2. Auflage 1923)
- Doß lebedike wort. A chreßtomatje. Wilna 1919 (7. Auflage 1928)
- Gramatik fun der jidischer schprach (Wilna 1920; 4. Auflage 1926)
- Zoologje (Bearbeitung, 1920)
- Anatomje (Bearbeitung, 1920)
- Pinkeß far der geschichte fun Wilne. Hrsg. von der jüdisch-historisch-ethnographischen Gesellschaft (Wilna 1922, Redaktion)
- Fun Mendelssohn bis Mendele. Handbuch fun der jidischer haskole-literatur (Warschau 1923)
- Fun Elijohu Bocher bis Mendelssohn. Handbuch fun der alter jidischer literatur (gemeinsam mit Max Erik, Wilna 1922, gelangte nicht zur Veröffentlichung)

- Außerdem übersetzte er Werke von Heine, Dostojewski, Tolstoi, Jakob Wassermann, Arthur Landsberger, A. I. Goldschmidt, Wallace, Ernst Trampe, Guy de Maupassant, Schachnowicz, Michail Lermontow, Knut Hamsun, Thomas Mann und anderen in die jiddische Sprache.